# نواة إيدنغر–ويستفال
نواة إيدنغر- ويستفال أو نواة إدينغر-ويستفال (بالإنجليزية: Edinger–Westphal nucleus)‏ أو نواة العصب اللاحق المحرك للمقلة أو النواة الإضافية لمحرك العين (بالإنجليزية: Accessory oculomotor nucleus)‏، هي نواة لاودية سابقة للعقدة، وتُعَصِب العضلة المصرة للقزحية والعضلة الهدبية.

## الموقع
يتواجد زوج الأنوية خَلف النواة الحركية الرئيسية (نواة محرك العين)، كما تتواجد في الأمام الجانبي إلى المسال الدماغي في منقار الدماغ المتوسط على مستوى الأكيمة العلوية.

## التسمية
سُميت النواة على اسم لودفيغ إيدنغر من فرانكفورت، الذي حددها في الجنين عام 1885، وأيضًا على اسم فريدريش أوتو ويستفال من برلين والذي حددها في البالغين عام 1887.

## معرض صور

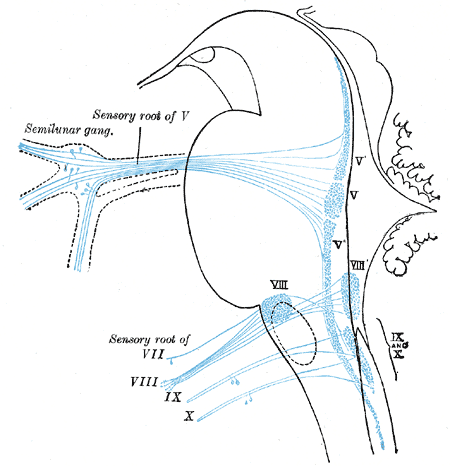
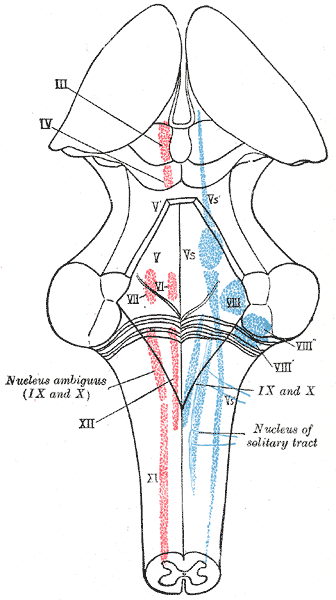
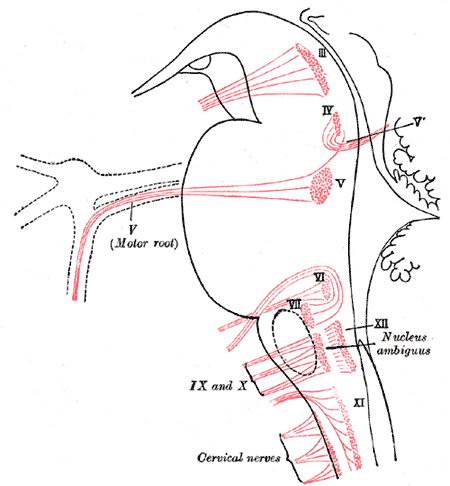